# Ein Siniya
Ein Siniya, en arabe : عين سينيا, est un village du gouvernorat de Ramallah et Al-Bireh en Palestine. Il est situé à 10 km au nord de Ramallah et au centre de la Cisjordanie.
Selon le recensement du bureau central palestinien des statistiques, la localité compte une population de 925 habitants en 2017.